# 무삭칸
무삭칸(아랍어: مسخن) 또는 무함마르(아랍어: محمر)는 팔레스타인의 닭고기 요리이다. 올리브유에 적신 타분빵 위에 숨마끄로 양념해 캐러멜화한 양파와 구운 닭고기, 잣 등을 올려 만든 음식으로, 요르단강 서안 지구의 툴카름·제닌 지역에서 만들어졌으며, 팔레스타인의 국민 음식 가운데 하나이기도 하다. 이웃나라인 요르단에서도 즐겨 먹는다.

## 이름
아랍어 "무삭칸(مُسَخَّن)"은 "데워지다, 데운 것"이라는 뜻이며, "무함마르(مُحَمَّر)"는 "구워지다, 구운 것"이라는 뜻이다.

## 만들기
닭고기는 올리브유를 두른 냄비에 지지고, 이때 양파, 마늘, 후추, 계피, 카다멈을 함께 넣어 익히다가 물을 붓고 소금으로 간해 끓인다. 바하라트 등 배합 향신료를 추가하기도 한다. 우러난 닭육수는 몇 숟가락 떠서 레몬즙과 섞은 뒤, 다진 마늘, 숨마끄와 쿠민, 바하라트 등 향신료를 넣어 섞는다. 닭고기를 꺼내서 소금으로 간을 하고 향신료 혼합물을 잘 바른 뒤, 숨마끄를 더 뿌려서 오븐이나 팬에서 노릇노릇하게 구워 둔다. 많은 양의 양파를 잘게 썬 다음 많은 양의 올리브유에 담가 끓이듯 익히다가, 숨마끄를 넣어 향과 맛, 색을 낸다. 양파를 익히던 올리브유를 다른 팬에 조금 떠 잣을 튀기듯 볶아 익힌다. 접시에 타분빵을 깔고, 끓여 둔 닭육수를 국자로 떠 부어 촉촉하게 적신 다음, 양파 익히는 데 썼던 올리브유를 듬뿍 뿌리고 그 위에 캐러멜화된 양파를 펴 바른다. 이 과정을 여러 번 반복해 빵과 양파 층을 여러 겹 쌓기도 한다. 위에 닭고기를 올리고, 숨마끄를 더 뿌린 다음 오븐에서 굽는다. 볶은 잣과 고수 등 허브를 뿌려 낸다.

## 같이 보기
- 끼드레
- 팟테